# Daylight Robbery
Daylight Robbery är ett musikalbum från 1987 av musikgruppen Style .

## Låtlista
1. "New World"
2. "Run for Your Life"
3. "Rainy Day"
4. "So Right"
5. "Daylight Robbery"
6. "I Need a Place to Belong"
7. "For Us"
8. "Crime of the Century"
9. "Hand i Hand"

## Listplaceringar
| Lista (1987) | Topplacering |
| ------------ | ------------ |
| Sverige      | 13           |

### Fotnoter
1. ↑  Information i Svensk mediedatabas.
2. ↑  Listplacering